# Patrice de Bellefon
Patrice de Bellefon (Toulouse, 28 de agosto de 1938) é um alpinista francês.

## Biografia
Descobre a montanha nos Pirenéus, e depois de ter feito a sua primeira grande ascensão aos 17 anos, recebe o diploma de Guia de alta montanha em 1961.
Realizou a primeira ascensão integral do Spigolo da Pequena Agulha em companhia de Raymond Despiau a 22 e 23 de Agosto de 1967. Realizou também a primeira da face Este da Grande Agulha, em 1957 em companhia de Raymond Despiau, Claude Dufourmantelle e Jean Ravier a 5 e 6 de Outubro de 1957.
Autor de várias obras sobre o alpinismo, é ele que assina Les Pyrénées, o terceiro título das Les 100 plus belles courses; Paris, Denoël, 1977.
Implicou-se grandemente para que o Monte Perdido dos Pirenéus  fosse incluído na lista do Património Mundial da UNESCO tanto como paisagem natural, como cultural.

## Publicações
- Les 100 plus belles courses et randonnées : Pyrénées, Paris, Denoël, 1977 ; cinquième édition 2009
- Connaissance et technique de l'alpinisme, Paris, Denoël, 1977
- Itinerrance pyrénéenne, Paris, Denoël / Pau, Marrimpouey, 1980
- Les Pyrénées, Arthaud, 1985
- Destin d'espace, Paysages en Pyrénées, Toulouse, Milan, 1998
- Mascún (photographies de François Noirot), Rando Éditions, 1998
- Tres Serols Mont-Perdu, mémoires d'avenir, Association MPPM édition, 2000